# Gabriel Batistuta
Gabriel Omar Batistuta (* 1. února 1969, také známý jako Batigol) je bývalý argentinský fotbalový útočník. Většinu kariéry odehrál za AC Fiorentina v Itálii, a je desátým nejlepším střelcem v historii Serie A s 184 góly v 318 zápasech v letech 1991 až 2003. Pelé ho roku 2004 zařadil mezi 125 nejlepších žijících fotbalistů.

## Reprezentace
Batistuta je s 54 brankami druhým nejlepším střelcem reprezentace Argentiny v její historii, před ním je pouze Lionel Messi.